# Onyx (Band)
Onyx ist eine Hardcore-Rap-Gruppe aus Queens, New York. Bekannt ist Onyx für ihre aggressiven, wütenden und gebrüllten Raps.

## Geschichte
Onyx wurde 1989 von Fredro Starr, Sonee Seeza und Big DS gegründet. Ihre erste Veröffentlichung war die Vinylsingle Ah, and we do it like this (1989). Diese fand aber so gut wie keine Beachtung. Erst als 1992 Fredro Starrs Cousin Sticky Fingaz in die Band kam und ein Demo an Jam Master Jay (Run DMC) gegeben wurde, bekam die Karriere der „Glatzköpfe“ („Bald-hedz“) aus Queens Aufwind. Ihr erstes Album Bacdafucup (1993), verkaufte sich zwei Millionen Mal, was für Rapmusik jenseits des Mainstreams damals beachtlich war. Die Single-Auskopplung Slam verkaufte sich eine Million Mal. Nach diesem Album verließ Big DS die Band aus nicht bekannten Gründen.
1993 erschien zum Film Judgment Night ein Soundtrack, in dem Rock- und Hip-Hop-Gruppen zusammen Songs für das Konzeptalbum beisteuerten. Onyx nahm zusammen mit der ebenfalls aus New York stammenden Hardcore-Gruppe Biohazard den Titelsong auf. Das dazugehörige Video machte Onyx auch bei der Metal-Fraktion bekannt. Onyx arbeitete noch zwei weitere Male mit Biohazard zusammen: als Gruppe beim Remix von Slam und in Person von Sticky Fingaz auf dem Biohazard-Album New World Disorder (beim gleichnamigen Song).
1995 erschien All We Got Iz Us, das zweite Album der Band. Das musikalisch sehr düster gehaltene Album war (wie sein Vorgänger) nicht radiotauglich und verkaufte sich lediglich 500.000 Mal.
1998 erschien mit Shut 'Em Down das nächste Album, veröffentlicht ebenfalls bei Def Jam. Bei den Verkaufszahlen lag dieses Album zwischen den ersten beiden. Danach wurde es für eine Weile ruhig um Onyx, was hauptsächlich an diversen Solo-Projekten (darunter auch mehrere Abstecher von Fredro Starr ins Filmfach) lag. Schließlich erschien 2002 das ebenfalls recht aggressive und nur mäßig erfolgreiche Album Bacdafucup Pt. II auf Koch Records. Bereits ein Jahr später wurde das Album Triggernometry auf dem Independent-Label D3 Entertainment veröffentlicht. Trotz der fehlenden Promotion und Vermarktung war es dennoch ein zumindest finanzieller Erfolg für die Gruppe, da die Konditionen beim neuen Label besser waren als bei Def Jam.
Das ehemalige Gruppen-Mitglied Big DS verstarb am 22. Mai 2003 nach einem Krebsleiden im Alter von 30 Jahren in Jamaica, einem Neighborhood im New Yorker Stadtbezirk Queens. Fredro Starr und Sticky Fingaz waren in der Folgezeit vor allem als Schauspieler tätig.
Im Sommer 2006 startete Fredro Starr mit Yung Onyx ein neues Projekt. Ein erstes Mixtape namens Bang Out Part 1 erschien im September 2006. Im Herbst 2007 erschien die Madface Clothing Line. Außerdem wurde die Instrumental-Version von Last Dayz im Film 8 Mile von Eminem verwendet.

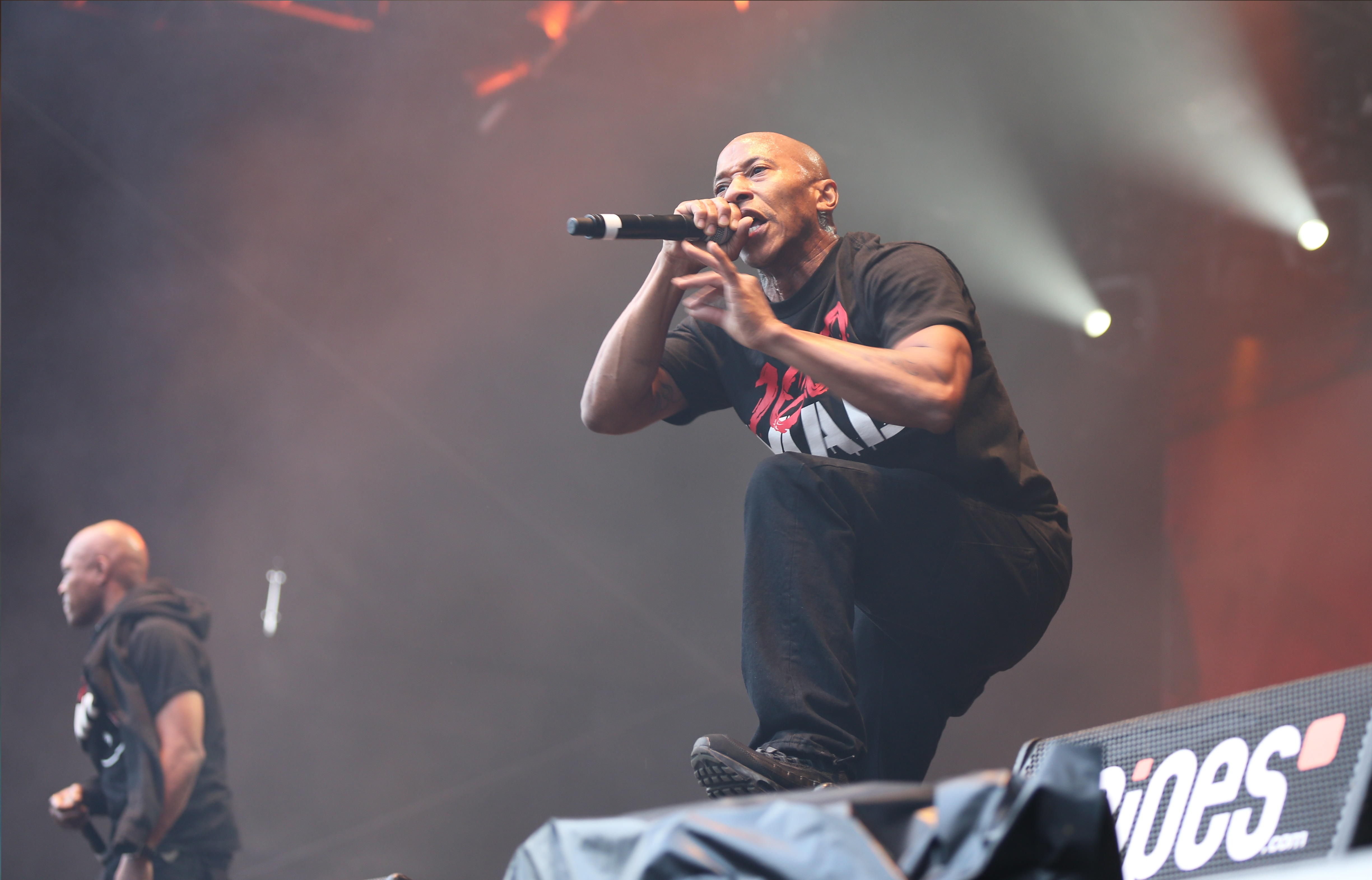
Onyx beim Out4Fame-Festival (2016)

2008 erschien die DVD Onyx: 15 Years of Videos, History & Violence mit allen bis dahin aufgenommenen Musikvideos der Gruppe sowie der einzelnen Mitglieder mit optionalem Kommentar und seltenen Aufnahmen aus den frühen 1990er-Jahren. Für die Compilation-Alben Cold Case Files: Murda Investigation (2008) und Cold Case Files Vol. 2 (2012) kollaborierten Onyx unter anderem mit Method Man und Naughty by Nature. Eine neue Single (Belly of the Beast) mit Video, welche für das Album CUZO bestimmt war, erschien 2012. Nach einem Feature auf A$AP Fergs Album Trap Lord (2013) veröffentlichte Onyx im Frühjahr 2014 das gänzlich vom Produzenten-Team Snowgoons produzierte Album Wakedafucup. Es stellte die erste Veröffentlichung nach über zehn Jahren dar und enthielt Gastbeiträge von Sean Price, Papoose sowie Cormega. Aus dem Album wurde die Single We Don't Fuckin Care (feat. A$AP Ferg & Sean Price) ausgekoppelt.

## Mitglieder
- Fredro Starr – bürgerlicher Name Fredro Scruggs (* 1. Januar 1970)
- Sticky Fingaz – bürgerlicher Name Kirk Jones (* 3. November 1973)
- Sonsee (Sonee Seeza, Suavé) – bürgerlicher Name Tyrone Taylor (* 13. November 1970)
- Big DS – bürgerlicher Name Marlon Fletcher (* 1972 oder 1973; † 22. Mai 2003 an Krebs)

## Diskografie

### Alben
| Jahr | Titel              | Höchstplatzierung, Gesamtwochen, AuszeichnungChartplatzierungen (Jahr, Titel, Platzierungen, Wochen, Auszeichnungen, Anmerkungen) | Höchstplatzierung, Gesamtwochen, AuszeichnungChartplatzierungen (Jahr, Titel, Platzierungen, Wochen, Auszeichnungen, Anmerkungen) | Höchstplatzierung, Gesamtwochen, AuszeichnungChartplatzierungen (Jahr, Titel, Platzierungen, Wochen, Auszeichnungen, Anmerkungen) | Anmerkungen                                               |
| Jahr | Titel              | DE | UK | US | Anmerkungen                                               |
| ---- | ------------------ | --- | --- | --- | --------------------------------------------------------- |
| 1993 | Bacdafucup         | DE88 (5 Wo.)DE | UK59 (3 Wo.)UK | US17 Platin · (37 Wo.)US | Erstveröffentlichung: 30. März 1993 Verkäufe: + 1.000.000 |
| 1995 | All We Got Iz Us   | — | — | US22 (6 Wo.)US | Erstveröffentlichung: 24. Oktober 1995                    |
| 1998 | Shut ’Em Down      | — | — | US10 (10 Wo.)US | Erstveröffentlichung: 2. Juni 1998                        |
| 2002 | Bacdafucup Part II | DE66 (5 Wo.)DE | — | US46 (5 Wo.)US | Erstveröffentlichung: 9. Juli 2002                        |

Weitere Alben
- 2003: Triggernometry
- 2008: Cold Case Files
- 2012: Cold Case Files Volume 2
- 2014: Wakedafucup
- 2015: Against All Authorities
- 2018: Black Rock
- 2021: Onyx 4 Life

### Singles
| Jahr | Titel Album                | Höchstplatzierung, Gesamtwochen, AuszeichnungChartplatzierungen (Jahr, Titel, Album, Platzierungen, Wochen, Auszeichnungen, Anmerkungen) | Höchstplatzierung, Gesamtwochen, AuszeichnungChartplatzierungen (Jahr, Titel, Album, Platzierungen, Wochen, Auszeichnungen, Anmerkungen) | Höchstplatzierung, Gesamtwochen, AuszeichnungChartplatzierungen (Jahr, Titel, Album, Platzierungen, Wochen, Auszeichnungen, Anmerkungen) | Anmerkungen                                              |
| Jahr | Titel Album                | DE | UK | US | Anmerkungen                                              |
| ---- | -------------------------- | --- | --- | --- | -------------------------------------------------------- |
| 1992 | Throw Ya Gunz Bacdafucup   | — | UK34 (3 Wo.)UK | US81 (3 Wo.)US | Erstveröffentlichung: 27. November 1992                  |
| 1993 | Slam Bacdafucup            | DE41 (6 Wo.)DE | UK31 (4 Wo.)UK | US4 Platin · (20 Wo.)US | Erstveröffentlichung: 11. Mai 1993 Verkäufe: + 1.000.000 |
| 1993 | Shiftee Bacdafucup         | — | — | US92 (3 Wo.)US | Erstveröffentlichung: 28. September 1993                 |
| 1995 | Last Dayz All We Got Iz Us | — | — | US89 (5 Wo.)US | Erstveröffentlichung: 3. Oktober 1995                    |
| 1999 | Roc-In-It –                | — | UK59 (2 Wo.)UK | — | Erstveröffentlichung: Februar 1999 mit DeeJay Punk-Roc   |
| 2004 | Every Little Time –        | — | UK66 (2 Wo.)UK | — | Erstveröffentlichung: Dezember 2004 mit Gemma J          |

Weitere Singles
- 1993: Judgment Night (mit Biohazard)
- 1995: Live Niguz
- 1998: React (mit 50 Cent, Bonifucco, Still Livin’ & X-1)
- 1998: The Worst (mit Wu-Tang Clan)
- 1998: Shut ’em Down (mit DMX)
- 2002: Slam Harder
- 2012: Belly of the Beast
- 2014: We Don’t Fuckin’ Care (mit ASAP Ferg & Sean Price)